# Lu Ying
Dans ce nom chinois, le nom de famille, Lu, précède le nom personnel.
Lu Ying, née le 22 janvier 1989 à Shanghai, est une nageuse chinoise en activité, spécialiste des épreuves de papillon et de nage libre.

## Biographie
En 2004, elle n'a que 15 ans lorsqu'elle monte sur la troisième marche du podium national du 200 m papillon, lors des Championnats de Chine, en 2 min 13 s 53. L'année suivante, elle se contente de places d'honneur en nage libre et en papillon, ses deux nages de prédilection. En 2006, elle honore une première sélection en équipe nationale lors des Championnats d'Asie disputés à Singapour. Elle s'y illustre en obtenant la médaille d'argent lors du 200 m nage libre dans un modeste temps de 2 min 2 s 78.
Dès lors et jusqu'en 2010, la nageuse chinoise se montre discrète, participant notamment aux Jeux mondiaux de 2009 organisés à Kaohsiung sur l'île de Taïwan. Elle y remporte la médaille d'or en sauvetage sur l'épreuve originale du 200 m avec obstacles, une course disputée en grand bassin mais jalonnée de barrages nécessitant de plonger sous l'eau. Elle établit à cette occasion un nouveau record du monde de la spécialité en 2 min 8 s 11.
L'année suivante, elle refait son apparition lors d'un championnat international à l'occasion des Jeux asiatiques se tenant à Canton. Elle y enlève la médaille de bronze du 50 m papillon en 26 s 29, derrière la Singapourienne Tao Li et la Japonaise Yuka Kato. En toute fin d'année, elle fait partie de la sélection chinoise qui participe aux Championnats du monde en petit bassin de Dubaï. Quatrième en finale du 50 m papillon à seulement 1 dixième de seconde du podium et de la médaille de bronze remportée par la Danoise Jeanette Ottesen, elle en est reléguée à 4 dixièmes sur la distance supérieure, se contentant de la cinquième place.
L'année 2011 marque la percée de Lu Ying dans la hiérarchie nationale puis planétaire. Lors des championnats nationaux disputés en avril à Wuhan, elle enlève le titre sur 50 m papillon en 26 s 23 et termine troisième du 100 m papillon en 58 s 14 derrière Liu Zige et Jiao Liuyang,. Durant l'été, elle inaugure son palmarès mondial lors des Championnats du monde organisés à Shanghai. Au pied du podium sur 50 m papillon, elle gagne une place sur la distance supérieure et s'empare de la médaille de bronze en 57 s 06. Elle ne concède alors que 19 centièmes de seconde sur la vainqueur, l'Américaine Dana Vollmer, et 12 sur l'Australienne Alicia Coutts, médaillée d'argent. Sélectionnée pour nager le parcours de papillon lors du relais 4 × 100 m quatre nages, elle remporte une seconde médaille, en argent cette fois, au sein du quatuor chinois composé par ailleurs de la dossiste Zhao Jing, de la brasseuse Ji Liping, et de la crawleuse Tang Yi.
Quelques semaines plus tard, au mois d'août, elle remporte cinq médailles dont trois en or lors de l'Universiade d'été de 2011.
Elle détient aussi le record du monde du 200m obstacles en Sauvetage sportif en 2'01"88 qu'elle a réalisé lors des Jeux mondiaux de 2009.

## Palmarès

### Jeux olympiques
- Jeux olympiques 2012 à Londres (Royaume-Uni) :
  -  Médaille d'argent au titre du 100 m papillon.

### Championnats du monde

#### Grand bassin
- Championnats du monde 2011 à Shanghai (Chine) :
  -  Médaille d'argent au titre du relais 4 × 100 m quatre nages.
  -  Médaille de bronze du 100 m papillon.

- Championnats du monde 2013 à Barcelone (Espagne) :
  -  Médaille d'argent du 50 m papillon.

- Championnats du monde 2015 à Kazan ( Russie) :
  -  Médaille d'or au titre du relais 4 × 100 m quatre nages.
  -  Médaille de bronze du 50 m papillon.
  -  Médaille de bronze du 100 m papillon.

#### Petit bassin
- Championnats du monde 2012 à Istanbul (Turquie) :
  -  Médaille d'or du 50 m papillon.

### Jeux asiatiques
- Jeux asiatiques de 2010 à Canton (Chine) :
  -  Médaille d'or du 50 m papillon.

### Universiade
- Universiade 2011 à Shenzhen (Chine) :
  -  Médaille d'or du 50 m papillon.
  -  Médaille d'or du 100 m papillon.
  -  Médaille d'or au titre du relais 4 × 100 m quatre nages.
  -  Médaille de bronze au titre du relais 4 × 200 m nage libre.
  -  Médaille de bronze au titre du relais 4 × 100 m nage libre.